# Rugila
Rugila, Rua o Ruga (¿?-434) fue rey de los hunos, primeramente junto a su hermano Octar, y luego como rey único a la muerte de este. Otro de sus hermanos, Mundzuk, fue el padre de Bleda y Atila.
Aprovechando la guerra entre el emperador de Oriente Teodosio II y Bahram V de Persia, Rugila cruzó el Danubio e invadió Tracia, amenazando con atacar Constantinopla. Teodosio acordó pagar 350 libras de oro anuales a cambio de la paz.
Luego de la muerte de Octar en el 430, durante una campaña contra los burgundios en el río Rin, Rugila pasó a gobernar a los hunos en su totalidad. Próspero de Aquitania confirma esto cuando narra el exilio de Flavio Aecio en la tierra de los hunos luego de ser derrotado en la batalla de Rímini por sus enemigos políticos romanos en el Imperio de Occidente. Aecio recuperó sus títulos y propiedades gracias al apoyo de Rugila, el cual ya gobernaba por entonces como único rey, con quien tenía una gran amistad.
Entre los años 432 y 433 algunas tribus sometidas por los hunos huyeron a territorio romano. Inmediatamente Rugila exigió al emperador la devolución de los fugitivos o la paz terminaría. Sin embargo, Rugila falleció en el 434 siendo sucedido por sus sobrinos Bleda y Atila.